# Каньяно-Варано
Каньяно-Варано (итал. Cagnano Varano) — коммуна в Италии, располагается в регионе Апулия, в провинции Фоджа.
Население составляет 7142 человека (2008 г.), плотность населения составляет 45 чел./км². Занимает площадь 159 км². Почтовый индекс — 71010. Телефонный код — 0884.
Покровителями коммуны почитаются святой архангел Михаил и святой Катальд, празднование 8 мая и 10 мая.

## Демография
Динамика населения:

## Администрация коммуны
- Официальный сайт: https://web.archive.org/web/20090621220443/http://www.comune.cagnanovarano.fg.it/